# 치와타 히데노리
치와타 히데노리（1972년 4월 6일생 - ）는 사가현 사가시 출신의 일본 싱어송라이터이다. 학교는 사가 시립 성동 중학교와 사가 현립 서 사가 고등학교를 졸업했다.

## 개요・약력
니시야마 슈와 결성한 유닛 "CHASE"가 1993년, 야마하 음악진흥회가 주최한 제 2회 뮤직퀘스트 세계대회에서 그랑프리를 수상했다.
1998년 솔로에서 에스엠이 레코즈에서 주로 데뷔했고, 2001년에는 인디레이블인 cocoro records를 작곡하기 시작했다.
그리고 그는 가수로서 라이브를 반복하면서 다른 아티스트에게 곡을 제공했다.
2006년 8월、활동모체인 cocoro records를 발전적으로 해소했고, 동시에 활동을 많이 쉬었다.
2007년 4월 28일 원맨 라이브 「☆ 방적 ~ 쌓아 ~ ☆」를 시작해서 본명"千綿 偉功 '로 활동을 재개했다.

## 자선 라이브『HOME』
그는 2008년에 사가 현 내에서 주최하는 자선 라이브 「HOME」의 주최자로서 있었다. 이것은 2007년 사가현에서 고교 전반에 개최되는 곡 제공을 동기로, 이전부터 구상하고 있던「사가 현 마을 잘 지내고 있던 걸까」라는 의문을 현실화 한 것이다. 행사장에는 모금함을 설치하였고, [폴리오] 백신 지원 ("세계의 아이들에게 백신을"이라는 일본위원회)과 2011년 제 4회부터는 동일본 대지진의 피해 주만 지원 (사가현 선의의 은행 )에 모금 동참을 하고 있었다. 사가 현 출신, 혹은 사가 현과 관련된 아티스트들이 다수 출현하고 있었지만, 라이브 출연자 및 운영진은 대가 없이 자원 봉사로 이루어지고 있었다. 또, 히데노리 외 키타무라 타카시 등이 그 활동에 추가되었으며 주로 사가 현에서 활동하는 뮤지션들로 AMADORI, SKUNK SHOT BOOSTER, 키에타쿠, MAMALAID RAG, 반코부 친, 카노에라나 등이 출연하고 있었다.

## 음반

### CHASE
- 저 하늘을 다시 한 번 (1994년 싱글)
- 한밤중의 무지개 (1994년 싱글)
- CHASE (1994년 앨범)
- 눈동자 속 HERO（1995년 싱글）

### 마리라부
- 730회 kiss（1996년 싱글）

### 솔로 앨범
치와타 히데노리 명의
- Take a Chance!（1998년 싱글）
- 흑백（1998년 싱글）
- 카미히코키 진화론（1998년 싱글）

치와타 히데노리 명의
- One and Only（1999년 싱글）
- 정체성（2001년 싱글）
- 햇빛이 닿는 장소에（2001년 싱글）
- 노래 모음〜LIVE〜（2001년 앨범）
- 기도（2001년 싱글）
- 기적（2003년 앨범）
- 딱지（2003년 싱글）
- 〜이 목소리가 들리나요〜（2003년 앨범）
- 만날 수 없는 밤을 넘어（2004년 싱글）
- 친구야（2005년 싱글）
- rule（2005년 앨범）

치와타 히데노리 명의
- 그대 색깔의 바람〜생각〜（2007년 싱글）
- beginning/어릿광대의 소네트 (2008년 싱글）
- 아이노우타 (2009년 싱글)
- The 라이브 판 밴드 원맨 @O-WEST～（2012년 앨범) 라이브 통신 한정판 발매
- 땡큐 （2012년 앨범）

DVD
- 노래의 막DVD (2007년 한정판 발매)
- DVD「beginning at LIQUIDROOM」(2008년)

## 제휴
| 노래명                        | 제휴                                                    |
| 저 하늘을 다시 한 번          | TBS 계열「히타치 세상・이상함 발견!」의 엔딩 테마       |
| 한밤중의 무지개               | 텔레비전 도쿄 「은BURA천국」 오프닝 테마                |
| 눈동자 속 HERO                | 「스즈카 8시간 내구성 로드 레이스」 테마 곡             |
| 꾸밈없는 사랑                 | 후쿠 미츠야「바람과 물과 사람」CM송                     |
| Take a Chance!                | TBS 계열「뉴이어 역전」테마 곡                          |
| Take a Chance!                | TV 아사히 계열「자나 깨나」엔딩 테마                    |
| 흑백                          | 텔레비전 도쿄 계열「TXN뉴스와이드 저녁 제일」엔딩 테마  |
| 흑백                          | 중국방송「Ken-Jin」엔딩 테마                            |
| SPILT MILK                    | 닛산써니・루 먹스 홈런 컵 98 테마 송（현 지구）         |
| One and Only                  | 텔레비전 도쿄 계열『스포츠 비트』오프닝 테마            |
| 변해가는 세계에서...          | 아스텔 큐슈「봄 캠페인」CM 이미지 송                    |
| 기도                          | 일본 TV『NNN 오늘의 사건 』엔딩 테마                    |
| Cry                           | 일본 TV「AX MUSIC-TV」열정순례007                       |
| Cry                           | 일본 TV 미일야구2002 이미지 송                          |
| 미아의 시대에서 태어나        | 사가 TV「째깍 와이드」엔딩 테마                         |
| 딱지                          | 후지 TV『금색의 갓슈벨!!』오프닝 테마                   |
| 인삿말, 바람의 너에게         | 일본 TV「더・선데이」엔딩 테마                          |
| 밤하늘의 별                   | OVA『SHADOW SKILL』테마 곡                              |
| 밤하늘의 별                   | JTB 동북「JTB 다시 동북캠페인」테마 곡                  |
| 욕망의 결말                   | OVA『SHADOW SKILL』테마 곡                              |
| 만날 수 없는 밤을 넘어        | 일본 TV「AX MUSIC－TV」 POWER PLAY                      |
| 만날 수 없는 밤을 넘어        | 영화「밤의 피크닉」삽입곡                               |
| 친구야                        | 일본 TV「세계! 슈퍼 머니 연구소」엔딩 테마              |
| 친구야                        | 일본 TV「음악전사 MUSIC FIGHTER」POWER PLAY             |
| What's going on?              | 일본 TV 계열 「뉴스플러스1」 엔터테이먼트SPORTS 테마 송 |
| 내일의 빛                     | 일본 TV「연인」테마 송                                  |
| 그대 색깔의 바람〜생각〜      | 2007청춘・사가총체「고교생 1인 1역 활동」테마 곡        |
| 감사합니다～지란보다의 편지～ | 카고시마 요미우리 TV 「KYT News 실시간」엔딩 테마       |

## 치와타 히데노리의 제공 악곡
- 가수: 와다 고지

Butter-Fly 후지 TV 「 디지몬 어드벤처 」오프닝 테마
나는 나도 (작곡)
Starting Over (작곡)
이노센트 ~ 순수한 그대로 ~ (작곡) 후지 TV 「디지몬 프론티어」엔딩 테마